# Hendrik Jozef Rega
Henri-Joseph Rega of Hendrik Jozef Rega (Leuven, 26 april 1690 - Leuven, 22 juli 1754) was een medicus in de Oostenrijkse Nederlanden. 
Hij was hoogleraar aan de Universiteit Leuven, waar hij rector en bouwheer was.

## Levensloop

### Familie
Hij werd geboren uit het tweede huwelijk van zijn vader Pieter, geboren in Outgaarden, met Christine van Herbergen, afkomstig van Hoegaarden. Zijn ouders waren wasblekers aan de molen van de familie Redingen, gelegen aan de Dijle in Leuven. Hij werd er geboren in 1690 en gedoopt in de Sint-Kwintenskerk in Leuven. Hij stichtte studiebeurzen voor jongeren uit Hoegaarden en Outgaarden. Meerdere ooms van hem waren Roomse clerici. 

### Medicus
Zijn eerste studies deed hij aan het Heilige Drievuldigheidscollege. Hij studeerde aan de oude universiteit van Leuven medicijnen en studeerde af in het jaar 1712. De universiteit stuurde hem naar de Sorbonne in Parijs (1712-1716). Daar bekwaamde Rega zich in de ontleedkunde in het anatomisch amfitheater; hij had nauwelijks contact met medestudenten.

### Universiteit van Leuven

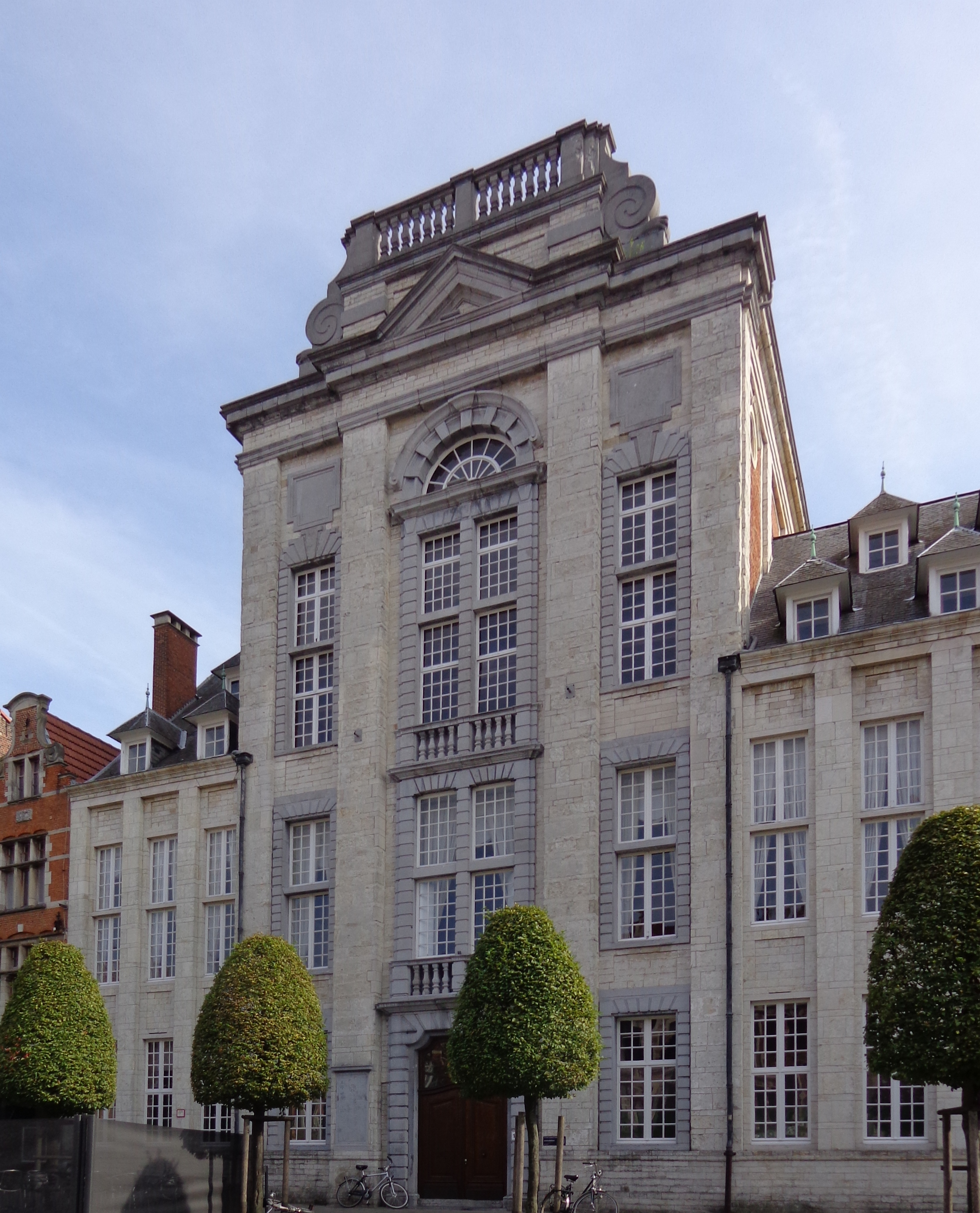
Oude Markt Leuven. Rega bouwde hier, naast de Universiteitshal, een bibliotheek, leslokalen en vergaderzalen.

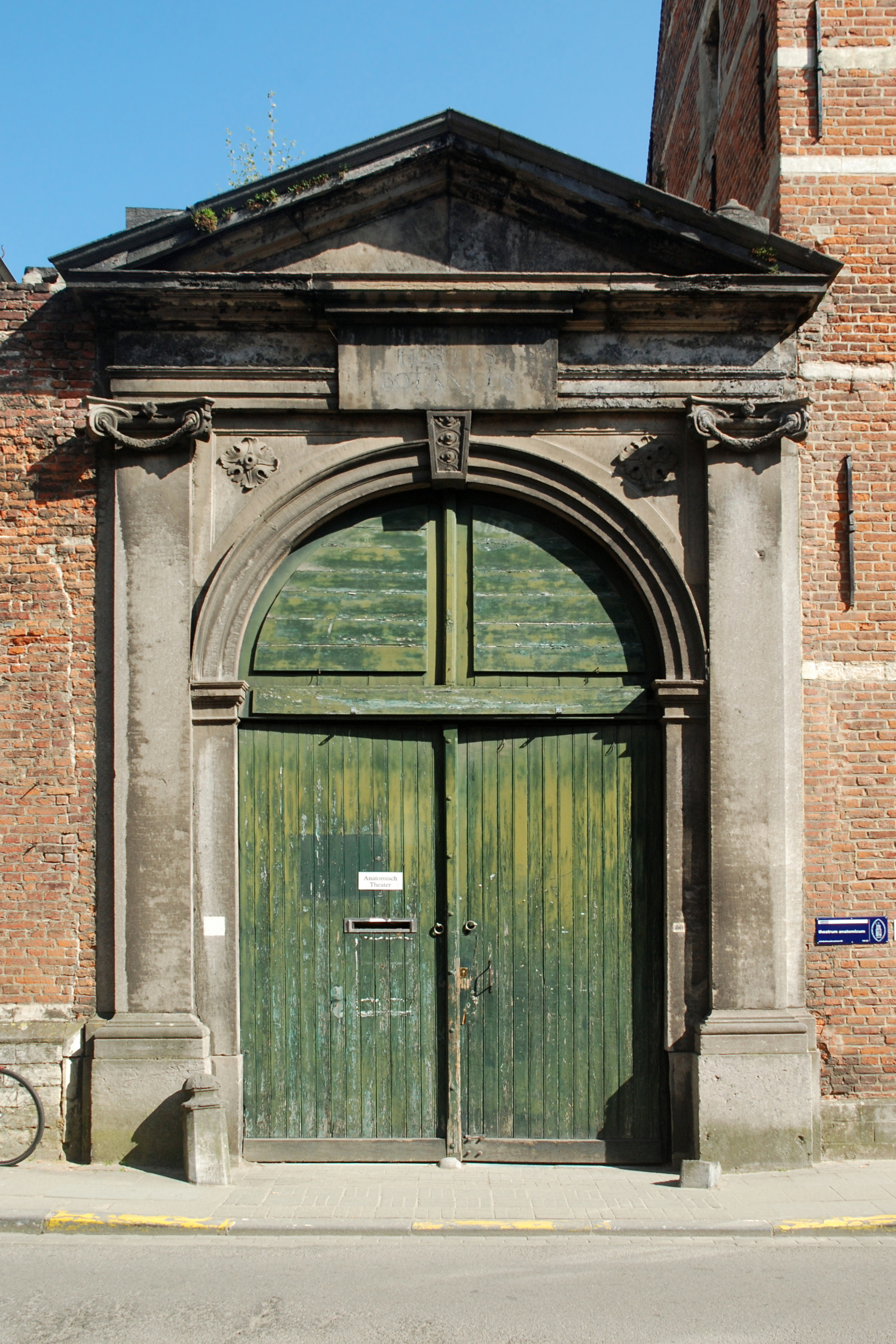
Ingang naar het Anatomisch Theater en (toentertijd) naar de Kruidtuin. Rega was de bouwheer.

Hij werd benoemd als hoogleraar in Leuven bij zijn terugkomst uit Parijs. Hij bekleedde achtereenvolgens de leerstoelen chemie (1716-1718), ontleedkunde (1718-1719) en geneeskundepraktijk (1719-1754). In 1718 behaalde hij het doctoraat in de geneeskunde in Leuven. Zijn lessen geneeskundepraktijk tezamen met zijn cursusmateriaal gaven hem bekendheid. De bekendheid ging over de grenzen van de Oostenrijkse Nederlanden dankzij zijn medisch handboek De Sympathia, uitgegeven in Haarlem (1721) en later in herdrukken elders uitgegeven. In 1740 verzorgde hij de zwaar zieke landvoogdes der Oostenrijkse Nederlanden, Maria Elisabeth van Oostenrijk, wat hem medische erkenning gaf tot in Wenen. Hij ontving van haar een gouden medaille met haar beeltenis. Deze medaille droeg Rega op officiële gelegenheden op zijn toga.
Hij was rector van de universiteit, de eerste maal in 1719 en een 2e maal in 1722 (periode van 6 maanden rectoraat toen). Rega was geconfronteerd met een dalend aantal studenten in Leuven. Dit had zowel te maken met de Spaanse Successieoorlog als met het jansenisme. Het jansenisme had geleid naar zware disputen in het professorenkorps in Leuven, waarbij professoren en studenten uit Leuven wegtrokken. Rega richtte zich tot Eugène van Savoye, gouverneur-generaal van de Oostenrijkse Nederlanden. Rega vroeg hem bij de Rooms-Duitse keizer Karel VI tussen te komen om de disputen onder Leuvense theologen te beslechten, want deze waren in zijn ogen desastreus voor de universiteit. Dit gebeurde in 1723, op basis van de pauselijke bul Unigenitus van 1713. Rega dacht verder aan de uitbouw van de universiteit. Vanwege zijn ongenoegen over de geringe toegankelijkheid van boeken aan de universiteit ging zijn eerste aandacht naar de uitbouw van een wetenschappelijke bibliotheek. 
In 1745 vielen de troepen van Lodewijk XV, koning van Frankrijk, binnen in de Oostenrijkse Nederlanden. De bevelhebber Maurits van Saksen had zijn hoofdkwartier opgeslagen in Laken, bij Brussel. Op 1 februari 1746 stond een Frans regiment voor de stadspoorten van Leuven; zij eisten de overgave van de stad. Vanuit de stadsmuren schoten de Leuvenaars op de Fransen, die zich terug trokken op de heuvels in Herent, bij Leuven. Bij een onderhandeling tussen de Fransen en Leuvense notabelen namen de Fransen twee Leuvenaars gevangen; bovendien dreigde de Franse commandant Leuven plat te bombarderen. Professor Rega reed per koets naar Laken, om persoonlijk bij Maurits van Saksen te pleiten tegen het bombardement van zijn geboortestad. Maurits van Saksen gaf toe en liet de twee Leuvense gijzelaars met Rega vertrekken. Rega reed met hen dezelfde avond terug naar Leuven, waar hij triomfantelijk ontvangen werd. Enkele maanden later, op 18 juni 1746, kwam Lodewijk XV naar Leuven gereisd. De koning werd plechtig ontvangen door het stadsbestuur van Leuven en de universiteit, professor Rega inbegrepen. Lodewijk dineerde in de Abdij van Park, bij Leuven. Maurits van Saksen verhuisde zijn hoofdkwartier naar de Sint-Geertruiabdij in Leuven, waar Rega hem vaak ging bezoeken.
Nadien herstelde het Oostenrijks bestuur zich in de Zuidelijke Nederlanden. De rust keerde weer en het aantal studenten in Leuven nam toe. Professor Rega realiseerde enkele bouwwerken voor de universiteit: naast de Lakenhal bouwde hij een groots opgezette bibliotheek, voorzien van vergader- en leslokalen. De gehele eerste verdieping werd als bibliotheek ingericht, met luxueuze afwerking. Dit deel van de Lakenhal wordt vandaag de Rega-vleugel genoemd. Hij bouwde ook een botanische tuin voor de studenten: Hortus Botanicus Lovaniensis. Daarnaast bouwde hij het anatomisch theater. Rega bouwde een laboratorium van fysica en chemie uit in de Lakenhal, wat als uniek werd beschouwd in het Rooms-Duitse Rijk. 
Rega was een gerespecteerd man in de Zuidelijke Nederlanden, zoals de eerbewijzen vanwege Karel van Lotharingen, opvolger van Maria Elisabeth van Oostenrijk als landvoogd, aantonen. Rega overleed in 1754.

## Eigendommen
- Rega woonde in Hotel Rega of een soort stadspaleis in Leuven, gelegen in de Parijsstraat[6].
- Daarnaast bezat hij een landgoed met kasteel in Rotselaar, genoemd Regahof[7]. Dit landgoed was tientallen hectaren groot. Nadien kwam hier het kasteel Heikant[8].

## Naamgeving

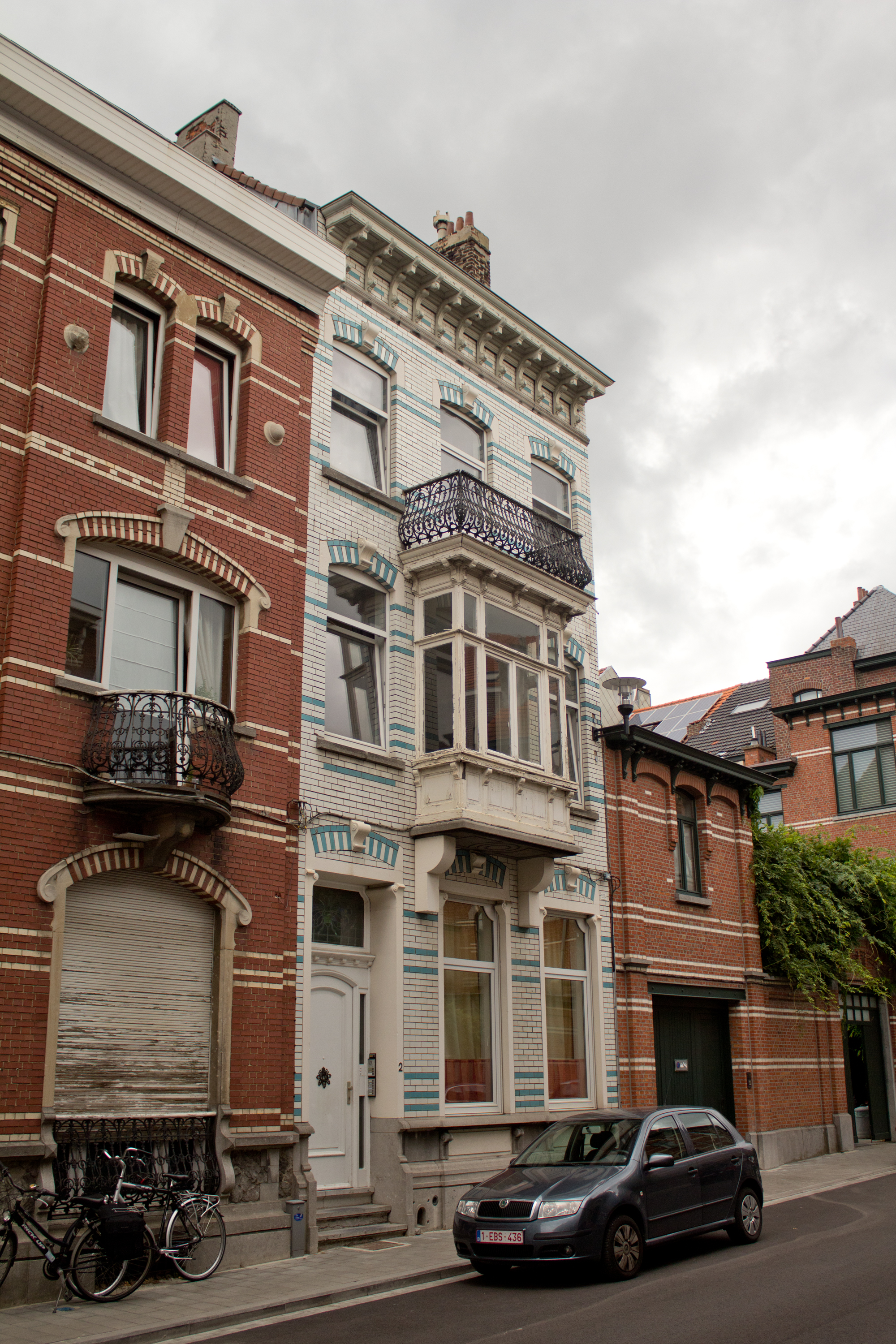
Henri Regastraat in Leuven

- Rega Institute for Medical Research. In de 20e eeuw gaf Pieter de Somer de naam Rega aan dit onderzoeksinstituut van de KU Leuven.
- Een universitair studentenhuis met 89 kamers aan de Leuvense vaart heeft de naam Residentie Rega[9].
- De Regaschool voor verpleegkunde (20e eeuw) is thans opgegaan in de fusie Katholieke Hogeschool Leuven[10].
- Een straat in Leuven draagt zijn naam: Henri Regastraat[11].

## Publicaties
- De sympathia, seu consensu partium corporis humani in statu morboso: 1e uitgave in Haarlem (1721); latere uitgaven elders
- De urinis tractatus duo: uitgave in Leuven (1733)
- Accurata medendi methodus per aphorismos proposita: Leuven (1737)
- Dissertatio medica de aquis mineralibus Marimontensis: Leuven (1740)
- Dissertatio medico-chymica qua demonstratur sanguinem humanum nullo acidi vitiari: Leuven (1744)

- Bibsys: 2084869
- Bibliothèque nationale de France: cb15987375g (data)
- Gemeinsame Normdatei: 100248640
- International Standard Name Identifier: 0000 0000 6142 3294
- Library of Congress Control Number: n2006183447
- Nationale Bibliotheek van Tsjechië: mzk2009511281
- Nederlandse Thesaurus van Auteursnamen: 112227775
- Istituto Centrale per il Catalogo Unico: PUVV321381
- Système universitaire de documentation: 162386621
- Virtual International Authority File: 43739188
- WorldCat: E39PBJcr7MWdBkGJHGtWVpvfv3